# ハン・ヒョンミン
ハン・ヒョンミン（漢字：韓炫旻、ハングル：한현민、2001年5月21日ー現在）は大韓民国のモデルと俳優です。
ハンのお母さんは韓国人でもお父さんはナイジェリア人です。ハンは韓国で生まれとそだでりました。2016年の頃、モデルの職業は始ました。